# Сарджент, Марк
Марк Кендалл Сарджент (англ. Mark Kendall Sargent, род. 20 июля 1969, Боулдер, Колорадо) — американский конспиролог, один из ведущих сторонников и распространителей теории заговора о плоской Земле в США. По мнению критиков, его видеоролики на YouTube в значительной мере способствовали популяризации современной веры в плоскую Землю.

## Биография и взгляды
Марк Сарджент работал в сфере информационных технологий в Колорадо. В 2015 году переехал в штат Вашингтон. По состоянию на 2021 год он живёт на острове Уидби.
Сарджент был сильным игроком в видеоигры, выиграв один виртуальный турнир по пинболу, и работал аналитиком программного обеспечения, но не имеет научного образования.

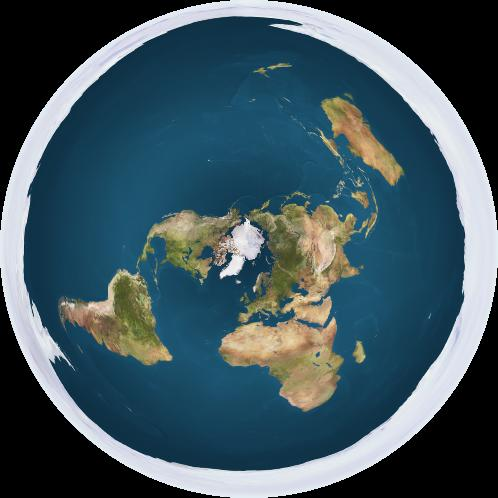
Модель Земли как диска, которую продвигает Сарджент

В 2015 году Сарджент выпустил серию видеороликов на YouTube под названием Flat Earth Clues, в которых ставил под сомнение реальную форму Земли. Ролики собрали два миллиона просмотров, что способствовало росту современного движения плоской Земли.
Сарджент пытается убедить других, что Земля — плоский диск с гигантской стеной льда по окружности, которую сторонники шарообразной Земли считают континентом Антарктида. К ободу прикреплён неразрушимый купол, что делает Землю замкнутой системой. Он утверждает, что звезды и планеты — это не физические тела, а просто огни, прикрепленные к куполу. Сарджент утверждает, что все мировые правительства лгут о форме планеты, а НАСА сфальсифицировало программу «Аполлон», как и все прочие программы по исследованию космоса.

Статья в The New Yorker объясняет, как видеоролики Сарджента сыграла важную роль в обращении людей к его представлениям. В ней сообщается, что Даррил Марбл, который позже станет основным докладчиком на первой в истории конференции по плоской Земле «…нашел свет в своём боковом меню YouTube». В поисках видео, связанных с научно-фантастической телевизионной драмой «Под куполом», он обнаружил двухчасовой ролик Сарджентом «Под куполом», которому придана форма документального фильма. «Движение за плоскую Землю бубнило в относительной темноте до февраля 2015 года, когда Сарджент загрузил „Улики о плоской Земле“, серию хорошо сделанных видео…»
Сарджент говорит, что фактором, способствовавшим его открытию и вере в заговор о плоской Земле, было одиночество. По его мнению, «Большинство людей женятся и заводят детей. Но если вы этого не делаете, у вас огромное количество свободного времени». По словам Сарджента в интервью Los Angeles Times, по состоянию на 2018 год его канал на YouTube собрал десять миллионов просмотров, и он стал постоянным ютуб-блогером. По словам Сарджента на конференции по плоской Земле в Канаде в августе 2018 года, его путь к вере в теорию плоской Земли был проложен неудачной попыткой развенчать видео о плоской Земле, которое он впервые увидел летом 2014 года.
Сарджент выступал на многочисленных мероприятиях, посвящённых плоской Земле, в Соединённых Штатах, Канаде и Новой Зеландии. Он называет себя вербовщиком этого движения, а СМИ, включая Los Angeles Times, называют его главным организатором движения. Сарджент дал обширное интервью для документального фильма 2018 года «За изгибом» от Netflix о сообществе сторонников плоской Земли. Он также изложил свои взгляды в самостоятельно изданной книге Flat Earth Clues: The Sky’s The Limit в 2016 году.
Критики считают убеждения Сарджента в плоской Земле псевдонаучными, не соответствующей всем эмпирическим данным. Их объясняют «конспирологическим мышлением», опорой на религиозные убеждения, недоверием к авторитетам, отрицанием науки или ошибочной, хотя и пронаучной, интерпретации научного метода.
В свои убеждения о плоской Земле Сарджент включает также другие теории заговора, обвиняя астронавтов в том, что они масоны. Также он верит в существование бигфута.